# محمد حسين الجهماني
محمد حسين الجهماني , شاعر وأستاذ سوري مقيم في الجزائر، ولد سنة 1942 بدرعا السورية، حصل على الليسانس في الادب من جامعة دمشق عام 1967  مارس مهنة التعليم في سوريا والجزائر، له عدة مشاركات أدبية، وفكرية في الصحف والمجلات العربية ونشر عشرات الأبحاث والدراسات واشتهر بقصيدة «بشراك يا دعد» التي عانى من فراقها عند نزوحه من ارض الجولان المحتلة من قبل إسرائيل ووضعت لاحقا في مجلة امال الجزائرية في 25 يناير 1975 